# Azerbaijão no Festival Eurovisão da Canção 2011

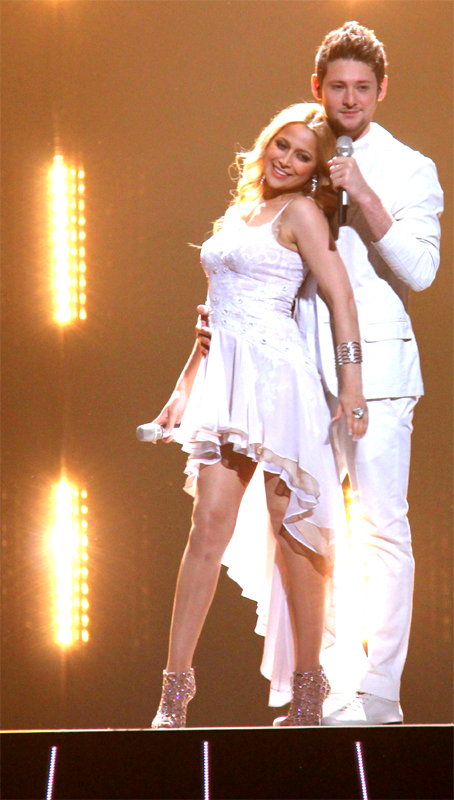
Eldar & Nigar no palco em Düsseldorf.

O Azerbaijão confirmou a sua presença no Festival Eurovisão da Canção 2011 em Maio de 2010. Esta foi a quarta participação do país no Festival Eurovisão da Canção, que aconteceu em Düsseldorf, Alemanha. No dia 14 de Maio de 2011, o Azerbaijão venceu o concurso pela primeira vez com a canção "Running Scared," interpretada pelo dueto Eldar & Nigar, que consiste nos membros Eldar Gasimov e Nigar Jamal.